# Pytel

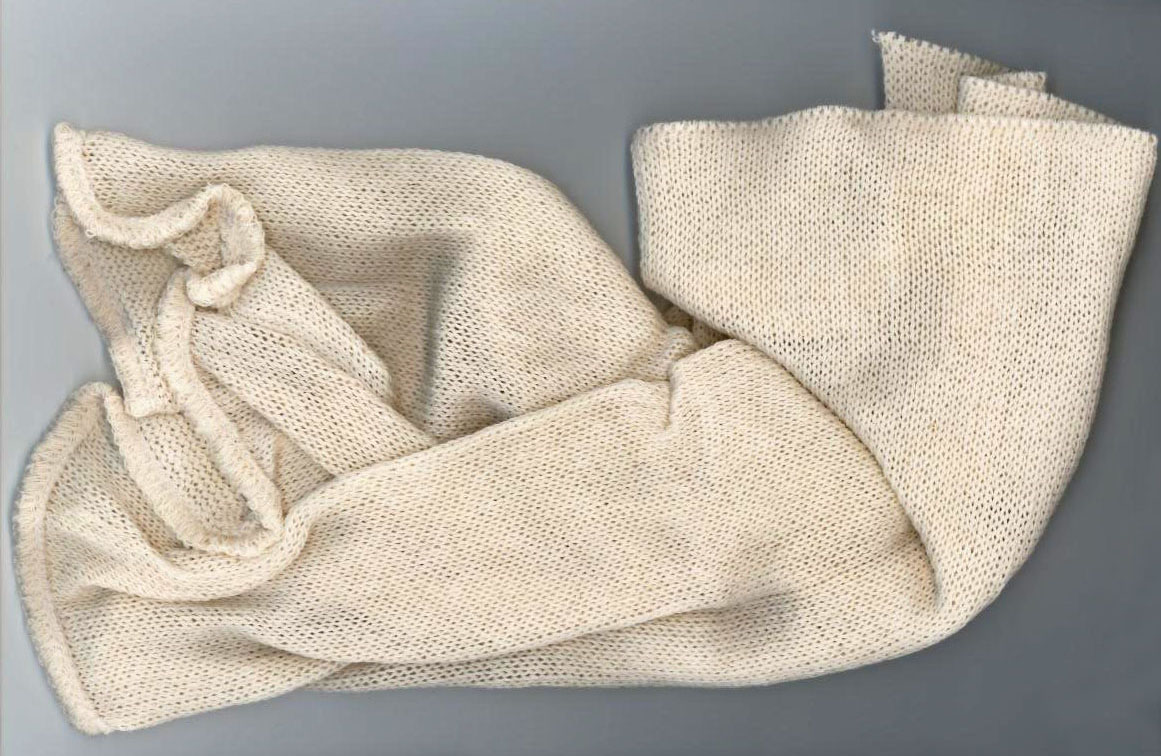
Pytel na brambory

Pytel, zdrobněle pytlík nebo i pytlíček, jinak též sak nebo vak, je běžný předmět denní potřeby, který slouží k ukládání a přepravě různých předmětů, sypkých hmot, zemědělských plodin či průmyslových surovin atd. Použití doznal v mnoha oborech praktické lidské činnosti. Kromě této základní funkce může mít pytel i doplňkovou ochrannou funkci, neboť někdy může sloužit také jako ochranný obal či pouzdro pro některé choulostivé, křehké, snadno rozbitné či lehce poškoditelné předměty apod. Podobnou funkci jako malý pytel může mít např. kapsa.
Pytel obvykle bývá vyroben z nějaké hrubé průmyslové tkaniny (např. juta), plastu, papíru apod. Pytel také někdy slouží jako pomocná jednotka pro určování množství. Sousloví tři pytle pak v hovorovém jazyce vyjadřuje neurčité, zpravidla nadměrné, množství nějaké entity[zdroj?] (podobné význam jako má slovo habaděj).
Lidská činnost, kdy dochází k plnění pytlů, se nazývá slovem pytlování.

## Speciální typy pytlů
- Spací pytel – předmět určený pro tepelnou izolaci od okolního prostředí při spánku za nepříznivých klimatických podmínek např. při pobytu v přírodě
- Větrný pytel